# Середь
Середь (словац. Sereď) — місто західно-південної Словаччини.
Площа — 30,45 км². Населення — 15 923 (станом на 2015).

## Населення
| Рік:            | 1994.  | 2004.   | 2014.   | 2024.   |
| --------------- | ------ | ------- | ------- | ------- |
| Кількість осіб: | 17 567 | 17 286  | 15 993  | 15 059  |
| Різниця:        |        | -1,59 % | -7,48 % | -5,84 % |

| Рік:            | 2023.  | 2024.   |
| --------------- | ------ | ------- |
| Кількість осіб: | 15 166 | 15 059  |
| Різниця:        |        | -0,70 % |

## Люди
В місті народився Мінарік Еріх — словацький науковець в галузі виноробства.